# Mianzhu
Mianzhu (绵竹 ; pinyin : Miánzhú) est une ville de la province du Sichuan en Chine. C'est une ville-district placée sous la juridiction de la ville-préfecture de Deyang.

## Démographie
La population du district était de 513 675 habitants en 1999.